# 勞巴赫河 (基希湖)
47°48′57″N 11°36′40″E / 47.81570°N 11.61106°E

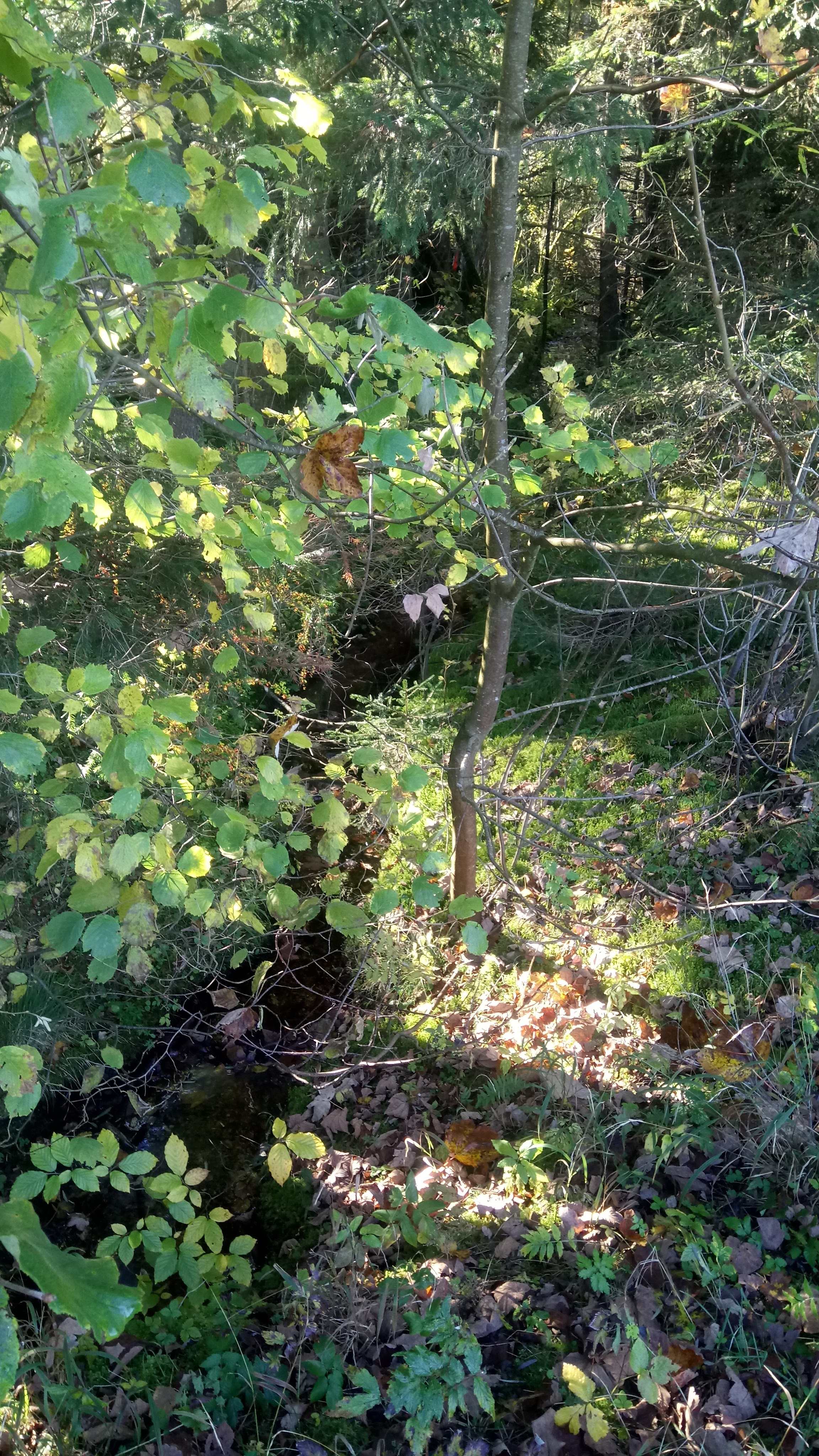

勞巴赫河（德語：Laubach），是德國的河流，位於該國東南部，由巴伐利亞負責管轄，河道全長2.1公里，流經巴特特爾茨-沃爾夫拉茨豪森縣，最終注入基希湖。